# Форт Аламо (фильм, 1960)
«Форт А́ламо» (англ. The Alamo) — американский фильм 1960 года о битве за Аламо, происшедшей в феврале — марте 1836 года, во время Техасской революции. Режиссёрский дебют Джона Уэйна, который выступил также продюсером киноленты и сыграл одну из главных ролей.
Фильм характеризуется значительными капиталовложениями и масштабными батальными съёмками, в которых участвовало до 7000 статистов и 1500 лошадей. Кинокартина была выдвинута на премию «Оскар» в семи номинациях, однако получила её только в одной.

## Сюжет
В основу фильма легли события 1836 года во время Техасской революции.
В первые годы независимости Мексики многочисленные англо-американские иммигранты поселялись в мексиканском Техасе, бывшим частью штата Коауила-и-Техас. В 1835 году они подняли мятеж против мексиканского правительства президента Санта-Анны. Техасских поселенцев поддержали добровольцы из США. Санта-Анна лично возглавил мексиканскую армию для подавления восстания. Многочисленное войско пересекло реку Рио-Гранде, разделявшую Техас и Мексику, и подступило к административному центру мятежной республики — Сан-Антонио-де-Бехару, где в крепости Аламо укрепился небольшой гарнизон защитников.
В историю эти действия вошли как Техасская революция. А битва за форт Аламо стала символом этого противостояния.
Гражданское население города в страхе перед армией Санта-Анны эвакуируется. Остаются лишь солдаты техасской армии под командованием полковника Тревиса и сотня добровольцев Джеймса Боуи. Между командирами на протяжении всего фильма тлеет конфликт. Тревис, сторонник жёсткой армейской дисциплины, не приемлет партизанскую тактику Боуи, а также его взрывного характера. Все с нетерпением ждут подкрепления из соседнего города. Отряд полковника Фэннина должен значительно усилить ряды защитников форта. Но пока лишь незначительная группа теннесийцев, под предводительством бывшего конгрессмена Дэви Крокетта приходит на помощь. Крокетт сразу производит благоприятное впечатление на обоих техасских командиров. Он не только ладит с буйным Боуи, но и вызывает уважение у чопорного Тревиса. Таким образом он уравновешивает обоих и неоднократно сглаживает разногласия между ними.
Между тем к крепости подтягиваются передовые отряды мексиканцев. Они предъявляют ультиматум, грозя в случае отказа уничтожить всех. Тревис отвечает пушечным выстрелом.
Кольцо окружения сжимается. Техасские разведчики сообщают о появлении в мексиканском лагере гигантской пушки, способной разрушить крепостные стены. Боуи с Крокеттом, не ставя в известность Тревиса — его мнение предсказуемо — ночью совершают дерзкую вылазку в стан врага, и нейтрализуют орудие, взорвав его. Мексиканцы пускаются в погоню за диверсантами, но те благодаря кавалерии Тревиса уходят безнаказанными. Тревис негодует, его не поставили в известность, в порыве гнева он вызывает Боуи на дуэль. Её решают отложить на более поздний срок.
К этому времени крепость окружена. Ситуация усугубляется тем, что запасы продовольствия техасцев приходят в негодность. Фиксируются случаи пищевых отравлений. На общем офицерском собрании было решено ночью повторно выбраться в лагерь к мексиканцам, чтобы пополнить запасы провианта. В результате удачно проведённой вылазки удаётся угнать целое стадо буйволов. Теперь мяса хватит надолго.
Поздно вечером посланник доставляет письмо для Боуи, из которого он узнаёт о смерти своей жены, отправленной им в тыл подальше от опасности. «Чума, проклятая чума» — Боуи безутешен. Появившийся Тревис, поначалу привычно обрушивается на Боуи с обвинениями о закулисной переписке. Разобравшись, в чём дело, он приносит вдовцу свои соболезнования и искренние извинения. Таким образом герои мирятся.
Однако мексиканские армии завершают свой сбор под стенами Аламо. Прибывает Санта-Анна. Близится штурм. Первая атака отражена. В то же время сквозь мексиканские пикеты в крепость прорывается гонец от главных сил Техасской армии. Он сообщает, что подкрепления не будет. Надеяться не на кого. Защитники в замешательстве. Боуи со своими людьми решает уйти, прорываться из окружения. Тем не менее в последний момент они остаются.
На следующее утро Санта-Анна присылает парламентёра с предложением организовать гуманитарный коридор, по которому могли бы уйти женщины и дети защитников крепости. Практически сразу после их ухода следует штурм. Техасцы отчаянно обороняются, но силы слишком неравны. Сопротивление сломлено, все защитники погибают. В живых остаётся жена одного из офицеров младшего командного состава. Ей с ребёнком позволяют уйти. Огромная вражеская армия салютует этой маленькой женщине. Она удаляется за горизонт. На этом кинофильм заканчивается.

## В ролях
- Джон Уэйн — Дэви Крокетт
- Ричард Уидмарк — полковник Джеймс Боуи
- Лоренс Харви — полковник Уильям Тревис
- Фрэнки Авалон — Смитти
- Патрик Уэйн — Джеймс Бонэм
- Линда Кристал — Грасиэла Кармэла Мария «Флака» де Лопез-и-Вехар
- Джоан О’Брайен — миссис Сью Дикинсон
- Чилл Уиллс — пчеловод
- Джозеф Каллея — Хуан Сегуин
- Кен Кёртис — капитан Дикинсон
- Карлос Арруза — лейтенант Рейес
- Джестер Хэйрстон — Джетро
- Веда Энн Борг — слепая Нэлл Робертсон
- Джон Диркс — Йокко Робертсон
- Денвер Пайл — напёрсточник
- Аисса Уэйн — Лиза Анжелика Дикинсон
- Хэнк Уорден — пастор
- Уильям Генри — доктор Сазерленд
- Билл Дэниел — полковник Джеймс Нейл
- Уэсли Лау — Эмиль Санде
- Чак Робертсон — теннесиец
- Гуинн Уильямс — лейтенант «Ирландец» Финн
- Олайв Кэри — миссис Дэннисон
- Рубен Падиллья — Антонио Лопес де Санта-Анна
- Ричард Бун — Сэм Хьюстон

## Предыстория создания
В начале 1945 года Джон Уэйн решил создать кинокартину о сражении 1836 года за крепость Аламо. Уэйн нанял сценариста Джеймса Эдварда Гранта, и они вдвоём начали изучать события битвы, готовясь претворить их в сценарий. В качестве ассистента приняли на работу Пэта Форда, сына Джона Форда. Когда сценарий близился к завершению, Уэйн и президент «Republic Pictures», Герберт Йатс, повздорили из-за трёхмиллионного бюджета фильма. Уэйн порвал с «Republic Pictures», но оригинал сценария забрать не смог. Позднее он был переписан и воплотился в кинокартину «Последняя команда» (англ. «The Last Command»).

## Производство
После разрыва с «Republic», Уэйн и продюсер Роберт Феллоуз основали свою собственную компанию «Batjac». Уэйн продолжил работу над созданием своей версии фильма об Аламо. Придя к выводу о том, что под режиссёрским влиянием картина может отличаться от ожидаемого результата, он решает, что будет снимать и продюсировать её самостоятельно. Уэйн рассчитывал ограничиться только этим, но ему не удалось заручиться финансовой поддержкой проекта, которую обеспечило бы его появление на экране. В 1956 году он подписал соглашение с «United Artists» (UA). UA вкладывало в разработку киноленты 2,5 миллиона долларов и выступала её дистрибьютором. Взамен ожидалось, что «Batjac» вложит ещё 1,5 — 2,5 миллиона долларов, и Уэйн будет исполнять одну из главных ролей. Уэйн обеспечил остаток финансирования за счёт богатых техасцев, настоявших на том, чтобы картина снималась в Техасе.

### Съёмочная площадка

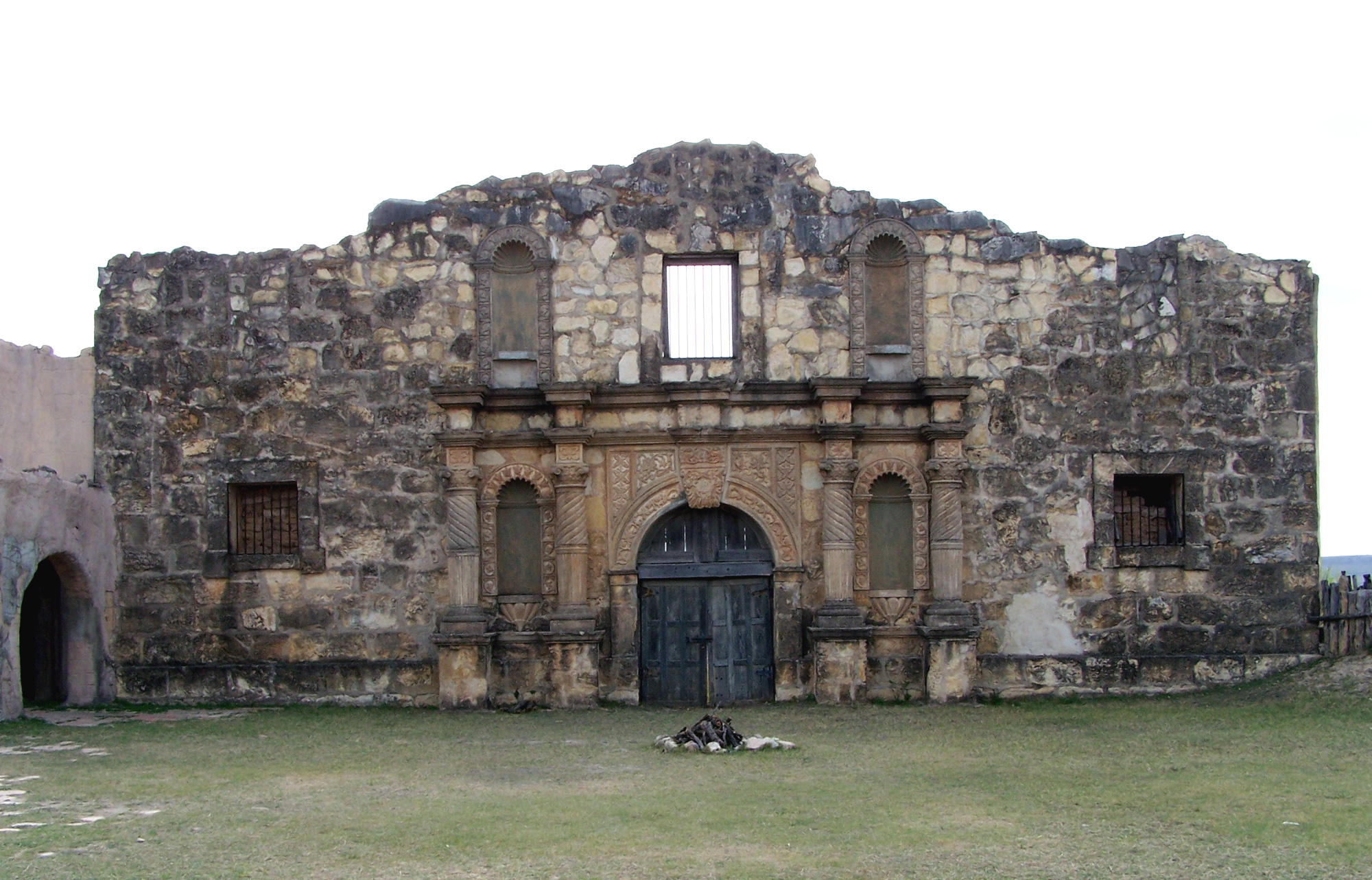
Копия миссии Аламо, задействованная в фильме Джона Уэйна «Форт Аламо» (1960)

Съёмочная площадка, сейчас известная как «деревня Аламо», была сооружена невдалеке от Брэкеттвилла, штат Техас, на ранчо Джэймса Шахана. Чатто Родригес был основным исполнителем декораций. Готовясь к их созданию, Родригес проложил 14 миль (23 км) асфальтированных дорог, позволивших легко доставить в Брэкеттвилль необходимое оборудование. Кроме того его люди пробурили шесть колодцев, которые могли обеспечить 12 000 галлонов воды ежедневно, проложили километры водопроводных и канализационных линий. Также они отгородили 5000 акров (2000 гектаров) конских загонов.
По окончании предварительной подготовки Родригес связался с дизайнером Альфредом Ибаррой для разработки декораций. И хотя они получились не идеально, современные историки Рэнди Робертс и Джеймс Олсон охарактеризовали их как «самые достоверные декорации за всю историю кино». Сотни тысяч уложенных вручную сырцовых кирпичей создавали стены бывшей миссии Аламо. Декорации воссоздавали три четверти зданий миссии, и с тех пор были использованы для съёмок ещё более ста других вестернов, включая новые киноверсии сражения 1836 года. Больше двух лет ушло на строительство комплекса зданий Аламо.

### Кастинг
Изначально планировалось, что Уэйн сыграет Хьюстона, небольшую роль, которая позволила бы ему сосредоточиться на своей первой режиссёрской работе. Однако основные инвесторы настояли, чтобы он играл одного из главных героев ленты, поэтому Уэйн выбрал персонаж Дэви Крокетта, а роль Хьюстона досталась Ричарду Буну. На оставшиеся главные роли Уэйн выбрал актёров, номинировавшихся на премию «Оскар», — Ричарда Уидмарка на роль Джеймса Боуи и Лоренса Харви на роль Уильяма Тревиса. Харви был избран, поскольку Уэйн восхищался английской актёрской школой и тем, что британские актёры ориентированы в первую очередь на театральную сцену, а также хотел добавить в картину немного «Британского класса». В напряжённые моменты съёмок Харви развлекал присутствующих цитированием строк из Шекспира с техасским акцентом.
Сэмми Дэвис (младший) обращался с просьбой к Уэйну дать ему роль раба, чтобы он смог развлечь публику своей песней и танцем. Однако кто-то из продюсеров фильма пресёк этот шаг, по-видимому потому, что Дэвис тогда встречался с белой актрисой Мэй Бритт.
Через несколько дней после начала съёмок Уидмарк попытался оставить проект, объяснив тем, что он не подходит для этой роли. Однако после угроз судебных исков за срыв контракта он согласился остаться до конца.

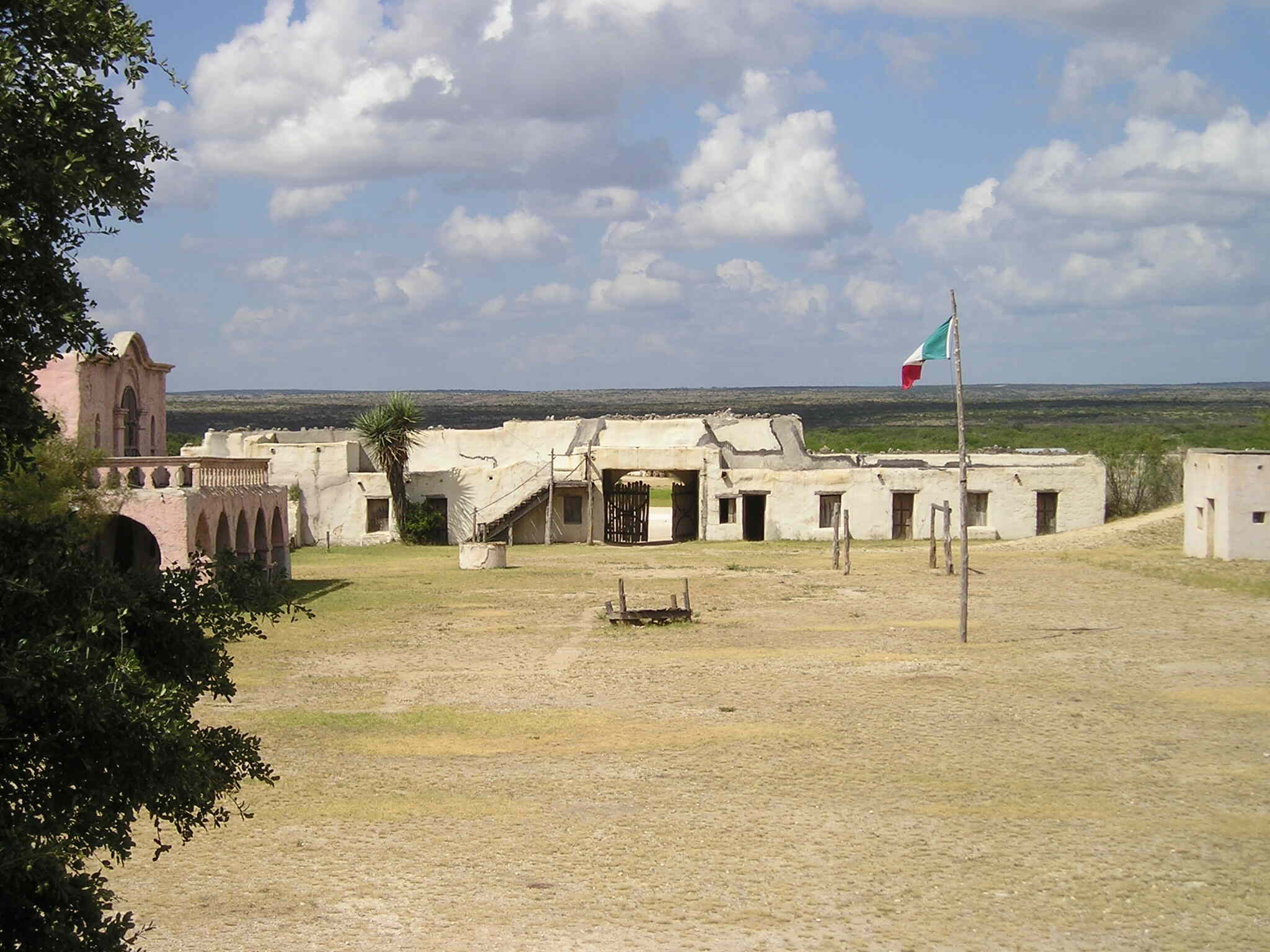
Съёмочная площадка. Внутренняя площадь крепости. Вид на южные ворота.

### Режиссура
Наставник Уэйна, Джон Форд, хотя его и не приглашали, также явился помогать снимать фильм и координировать действия «ученика». Дабы сохранить собственный контроль над картиной, Уэйн отправил его снимать эпизоды второго плана. И хотя практически ничего из съёмок Форда в фильме использовано не было, Форд частенько ошибочно указывается как не указанный в титрах режиссёр второго плана.
В любом случае, по отзывам съёмочной команды, Уэйн проявил себя умным и одарённым режиссёром, невзирая на слабость скучных диалогов его любимого сценариста Джеймса Эдварда Гранта. Робертсон и Олсон охарактеризовали его режиссуру как «достаточную, но не выдающуюся». Актёры, такие как Уидмарк, также жаловались на то, что Уэйн пытался объяснять им как играть тот или иной эпизод, даже если это шло вразрез с их представлениями о персонаже.

### Съёмки
Съёмки начались 9 сентября 1959 года. По большей части, погодные условия содействовали, в то время как местные обитатели нет. Некоторые актёры, к примеру Фрэнки Авалон, были запуганы многочисленными гремучими змеями. Сверчки были повсюду, часто портя снимаемые эпизоды, когда они в момент съёмок запрыгивали актёрам на плечи, или громко стрекотали во время диалогов.
В процессе производства фильма авторы сталкивались с различными неприятностями, самой трагичной из которых стало убийство одного из статистов, ЛеДжина Элдриджа, из-за частного внутреннего спора, касающегося съёмок. Ещё один казус случился с Лоренсом Харви, когда он забыл про отдачу у стреляющей пушки. В сцене, в которой Тревис палит по мексиканскому посланнику, после выстрела орудие откатывается, наезжает Харви на ногу, ломает её — тот не издал ни звука до тех пор пока Уэйн не произнёс: «Снято!». Уэйн отреагировал на происшедшее: «Профессионал!».
Съёмки завершились 15 декабря. Всего получилось 560 000 футов плёнки, состоящей из 566 сцен. Несмотря на такой невероятный объём отснятого материала, съёмки длились всего на три недели дольше запланированного. По окончании монтажа продолжительность фильма составила три часа тринадцать минут.

## Премьера
Для координации медиа-кампании по раскрутке кинокартины Уэйн нанял Рассела Бирдвелла. Бирдвелл считал, что успешная медиа-кампания — та, которая создаёт новости. Он убедил власти семи штатов объявить «День Аламо» во время премьерных показов ленты. А также отправлял послания в начальные школы по всем Соединённым Штатам с просьбой просветить детей об Аламо.

## Характерные черты

### Историческая достоверность
Фильм уделяет очень мало внимания причинам Техасской революции или же объяснению собственно почему именно произошла эта битва. И хотя Грант и Уэйн проделали значительную работу, исследователь Аламо Тимоти Тодиш в своей книге приводит следующую оценку: «В „Форте Аламо“ нет ни одной сцены, которая соответствовала бы исторически проверяемым эпизодам». А историки Дж. Фрэнк Доби и Лон Тинкл настояли, чтобы их имена были убраны из титров как исторических консультантов.

### Политическая корректность
Дочь Уэйна, Аисса, позднее писала: «Я думаю, что создание „Форта Аламо“ стало для моего отца проявлением его собственной формы борьбы. Больше чем одержимость, это был наиболее личный проект в его карьере». Многие сторонники Уэйна соглашаются, что фильм послужил для него политической платформой. Многие утверждения, которые делает его персонаж, соответствуют собственным взглядам Уэйна. Робертс и Олсон указывают на тему, подавляющую тему республиканизма, вплотную приближающуюся к либертарианству. Они обращают внимание на сцену, в которой Уэйн, устами Крокетта, произносит: «Республика. Мне нравится это слово. Оно означает, что люди могут жить свободно, говорить свободно, приходить или уходить, покупать или продавать, быть пьяными или трезвыми, как им заблагорассудится. Некоторые слова вызывают чувства. Республика — одно из тех слов, от которых у меня сжимается горло».
Кинолента также несёт в себе многочисленные элементы проявления Холодной войны, в условиях которых она снималась. По мнению Робертса и Олсона «сценарий пробуждает параллели между Мексикой Санта-Анны и Советским Союзом Хрущёва, да и с Германией Гитлера. Все три линии проведены на песке и противостояние до смерти».

## Награды и номинации
Хотя фильм собрал большую кассу, его высокая стоимость не позволяет считать его успешным, и Уэйн потерял собственные значительные вложения. Он продал свои права на картину «United Artists», которые её выпускали, что позволило вернуть свои деньги. «Форт Аламо» получил премию «Оскар» в номинации за лучший звук и ещё номинировался в категориях на «лучшую мужскую роль второго плана» (Чилл Уиллс), «лучшую операторскую работу», «лучший монтаж», «лучшую музыку», «лучшую песню к фильму» (композиция Дмитрия Тёмкина и Пола Вебстера «Зелёные листья лета») и «лучший фильм».
Список наград и номинаций приведён в соответствии с данными IMDb.
Награды
| Год  | Премия                    | Номинация                         | Награждённый                                                 |
| ---- | ------------------------- | --------------------------------- | ------------------------------------------------------------ |
| 1961 | «Оскар»                   | Лучший звук                       | Гордон Сойер, Фред Хайнз                                     |
| 1961 | «Золотой глобус»          | Лучшая музыка                     | Д. З. Тёмкин                                                 |
| 1961 | «Laurel Awards»           | Лучший фильм — драма              |                                                              |
| 1961 | «Laurel Awards»           | Лучшее исполнительское мастерство | Джон Уэйн                                                    |
| 1961 | «Laurel Awards»           | Лучшая музыка                     | Д. З. Тёмкин                                                 |
| 1961 | «Laurel Awards»           | Лучшая мужская роль второго плана | Чилл Уиллс (3 место)                                         |
| 1961 | «Western Heritage Awards» | Лучший кинофильм                  | Джеймс Эдвард Грант, Джон Уэйн, Ричард Уидмарк, Лоренс Харви |

Номинации
| Год  | Премия  | Номинация                                          | Номинант                  |
| ---- | ------- | -------------------------------------------------- | ------------------------- |
| 1961 | «Оскар» | Лучшая мужская роль второго плана                  | Чилл Уиллс                |
| 1961 | «Оскар» | Лучшая операторская работа                         | Уильям Клозье             |
| 1961 | «Оскар» | Лучший монтаж                                      | Стюарт Гилмор             |
| 1961 | «Оскар» | Лучшая песня к фильму                              | Д. З. Тёмкин, Пол Вебстер |
| 1961 | «Оскар» | Лучшее музыкальное сопровождение драмы или комедии | Д. З. Тёмкин              |
| 1961 | «Оскар» | Лучший фильм                                       | Джон Уэйн                 |

## Критика
Реакция критиков была смешанной, колеблясь от "Великолепная работа… визуально и драматически…"Форт Аламо" — это высший пилотаж." («New York Herald-Tribune») до «однообразный как Техас» («Time Magazine»). Леонард Малтин раскритиковал сценарий как «наполненный фамильярной эксплуатацией громких имён и разглагольствованием», но высоко оценил кульминационную батальную сцену.
Как считается, фильм не получил большинства ожидаемых наград из-за раздутой рекламной кампании, которая отталкивала голосовавших членов киноакадемии. Из характерных «отталкивающих» примеров, стоит привести заметку в «Variety», в которой говорилось о том, что вся съёмочная группа молится за победу Чилла Уиллса сильнее, чем защитники Аламо молились в ночь перед битвой. Заметка была размещена лично Уиллсом, что разозлило Уэйна, и он разместил своё объявление, в котором выразил сожаление о безвкусии Уиллса. В ответ на ту же заметку Уиллса, в которой он называл всех членов киноакадемии «корешами Аламо», Граучо Маркс опубликовал маленькое сообщение со словами: «Дорогой мистер Уиллс, я счастлив быть вашим корешем Аламо, но голосовал я за Сэла Минео» (конкурирующий кандидат Уиллса от фильма «Исход» (англ. «Exodus»).
Высокая стоимость, в большей мере чем слабая посещаемость, лежит в основе первичных выводов о неудачности кинокартины, тем не менее он сохраняет популярность среди многих людей. Саундтрек к фильму непрерывно переиздаётся на протяжении вот уже почти пятидесяти лет. Ссылки на «Форт Аламо» время от времени проявляются в различных пародиях или цитированиях. Так фильм упоминается персонажем Виком Фонтэном (в исполнении Джеймса Даррена) в сериале «Звёздный путь: Глубокий космос 9» (в эпизоде «Badda-Bing Badda-Bang»). Кинофильм «Американский оборотень в Лондоне» содержит расширенный диалог об Аламо.
Уэйн использовал клип из «Форта Аламо» в своей следующей работе — «Как был завоёван Запад».

## Различные версии
Как и во многих других подобных случаях, «Форт Аламо» для выпуска в широкий прокат был значительно сокращён. Во время премьерных показов в оригинальном формате Тодд-АО на 70-мм киноплёнке режиссёрская версия киноленты составляла 202 минуты, включая вступление, музыкальный интервал между сериями и финальные титры. Следом за Лос-Анджелесской премьерой киностудия «United Artists» для широкого проката сократила фильм до 167 минут. Считалось, что 202-минутная версия была утрачена, до тех пор пока канадский поклонник кинокартины Боб Брайден не прочитал об этом и не осознал, что в 70-х годах он видел полную версию. Сотрудничая с Эшли Вордом, коллекционером Аламо, в 1991 году он нашёл последний из известных на сей день экземпляр широкоформатной фильмокопии в Торонто. В то время она сохранилась в нетронутом виде. MGM (на тот момент компания, родственная UA) использовала эту копию для оцифровки и последующего издания на VHS и лазердисках. После этого издания копия была разрезана на части и отправлена в архив, где хранилась ненадлежащим образом. Как результат, считается, что единственные копии вырезанных сцен были испорчены. Таким образом, вполне вероятно, что к 2007 году оригинальные плёнки в пригодном состоянии не сохранились. Поэтому MGM решила выпускать на DVD сокращённую версию для широкого проката. Тем временем единственная существующая версия режиссёрской редакции фильма существует только в цифровом формате и используется для кабельных трансляций на Turner Classic Movies. В качестве исходника для этой версии послужила 35-миллиметровая анаморфированная фильмокопия, отпечатанная с оригинального негатива оптическим способом.
В настоящее время ведутся восстановительные работы с ухудшающейся копией плёнки, найденной в Торонто.
Звуковая дорожка содержит вступление и интервал между сериями, которые обычно опускаются при ТВ-трансляциях.